# Arroyo Largo, Michoacán de Ocampo
Arroyo Largo är en ort i Mexiko.   Den ligger i kommunen Hidalgo och delstaten Michoacán de Ocampo, i den södra delen av landet, 170 km väster om huvudstaden Mexico City. Arroyo Largo ligger 2 393 meter över havet och antalet invånare är 157.
Terrängen runt Arroyo Largo är kuperad åt nordost, men åt sydväst är den bergig. Runt Arroyo Largo är det ganska tätbefolkat, med 90 invånare per kvadratkilometer. Närmaste större samhälle är San Bartolo Cuitareo, 17,9 km öster om Arroyo Largo. I omgivningarna runt Arroyo Largo växer i huvudsak blandskog.